# 黄茅海大桥
黃茅海大橋（英語：Huangmaohai Bridge）位於中国廣東省粵港澳大灣區西岸，是黃茅海跨海通道的组成部分，全長2200米，採用三塔公路斜拉橋設計，分別有東塔、中塔、西塔。單孔跨徑720米，中塔高約263.78米。黃茅海大橋在中國高速公路橋梁史上首次用到整幅式TY型橋墩來建設。2024年12月11日15時正式行車。